# Mongkon

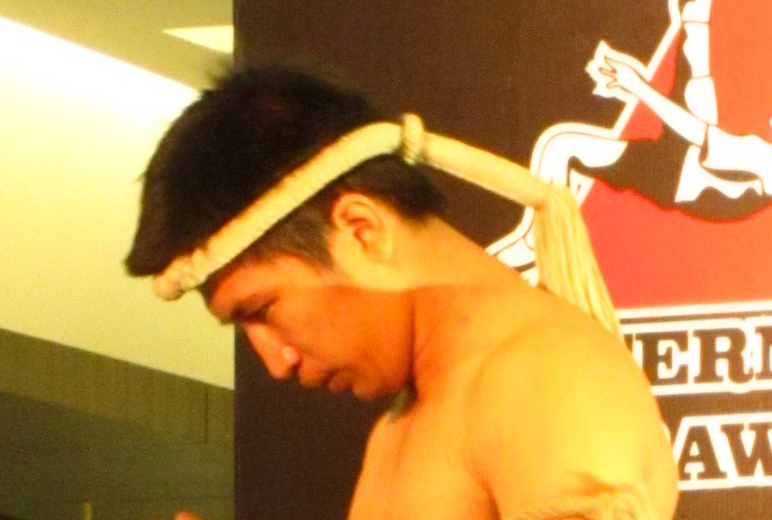
Mongkon

Pour les Nak Muay (boxeurs de Muay thaï), la tête est la partie la plus sensible du corps humain, le Mongkon est donc censé protéger cette partie du corps.
Le Mongkon est composé d'une première bande de tissu, contenant des lettres et des symboles sacrées, qui roulée fermement, ressemble à une corde, liée à ses deux extrémités par un fil de couture parfois sanctifié. Le Mongkon est ensuite enveloppé dans une deuxième bande de tissu qui a été préalablement manipulée par le professeur de la cérémonie. Les deux sont finalement réunis par des fils tissés pour former une sorte de queue qui, une fois placée sur la tête du boxeur, s'étend derrière lui.
Le boxeur garde le Mongkon durant Wai Kru la Ram Muay. Il retire ensuite le Mongkon pour le combat.
Le Mongkon donnait des indications sur la région et le style du boxeur. Aujourd'hui, cela est devenu très difficile, le nombre d'écoles et de professeurs ayant considérablement augmenté.